# Brachypodozaur
Brachypodozaur (Brachypodosaurus gravis) – roślinożerny, czworonożny dinozaur z grupy ankylozaurów (Ankylosauria)

## Nazwa
Brachypodosaurus oznacza krótkostopy jaszczur, jaszczur krótkonogi.

## Wielkość
Długość ciała ok. 2 m, wysokość ok. 1,2 m, masa ok. 200 kg.

## Pożywienie
Rośliny

## Występowanie
Żył w okresie późnej kredy (ok. 71-65 mln lat temu) (mastrycht) na terenach subkontynentu indyjskiego.

## Odkrycie
Jego szczątki znaleziono w Indiach (w stanie Madhya Pradesh) i początkowo wzięto za pozostałości stegozaura.

## Gatunki
- B. gravis